# Wapen van Brunei
Het wapen van Brunei werd officieel aangenomen in 1932 en is sindsdien een van de nationale symbolen van Brunei. Het staat centraal op de vlag van Brunei.
Het wapen bestaat uit vijf elementen: een vlag, de koninklijke paraplu, de vleugel, de handen en de halve maan. De vlag en de paraplu verwijzen naar de leidende positie van de koninklijke familie. De vleugels symboliseren gerechtigheid en vrede; de twee handen staan voor de plicht van de overheid om het volk te beschermen. De halve maan is een symbool van de islam, de staatsgodsdienst van Brunei. Op de halve maan staat in het Arabisch het nationale motto Door Gods leiding zal het goede geschieden. Hieronder staat op een lint de naam van het land in het Arabisch.